# ホンダ・CB250F
CB250F（シービーにひゃくごじゅうエフ）は、本田技研工業が製造販売した、同社のCBシリーズに属す、排気量が250㏄クラスのオートバイである。以下の3モデルが該当する。
モデルコードとして使用
- MC23型ジェイド
- MC31型ホーネット

車名として使用
- JBK-MC43型CB250F

以下、本項ではJBK-MC43型CB250Fについて解説を行う。

## JBK-MC43型
2010年に発表されたJBK-MC41型CBR250Rの派生車種でMC41E型エンジン・鋼管トラス構造のダイヤモンド型フレームなどの基本コンポーネンツならびに一部オプションを共用する。CBR250R同様にタイ王国バンコクのタイ・ホンダ・マニュファクチュアリングカンパニー・リミテッド（Thai Honda Manufacturing Co., Ltd.）が製造し、本田技研工業が輸入事業者となって販売された。
開発コンセプトはニューライトシングルネイキッドスポーツ。ネイキッドタイプで所謂ストリートファイターというカテゴリーに分類されるロードスポーツモデルである。このためベースとなったCBR250Rから外観面では以下の変更点がある。
- カウル類を除去
- ハンドルをセパレートタイプからグリップ位置を上方に65mm・手前に24mm移動したバータイプへ変更
- メーターは回転・スピード・水温・オド・トリップ・時計をデジタル液晶バーグラフ表示
- エンジン本体ならびにクランクケースの塗装を銀色へ変更

また、車体サイズは全長x全幅x全高：2,035x760x1,045（mm）・ホイールベース1,380mm・最低地上高150mm・シート高780mmで、車重はコンバインドABS装着モデルが161㎏、未装着モデルが158㎏である。
搭載されるMC41E型水冷4バルブDOHC単気筒エンジンは1次バランサーシャフト・サイレントカムチェーン・メタルクランク軸受けなどを採用した高い静粛性・容量13LのタンクからPGM-FI電子式燃料噴射装置による燃料供給・フルトランジスタ式バッテリー点火装置・O2センサーによるフィードバック制御・排気ガス再燃焼機構・キャタライザー内蔵マフラーにより高い環境性能を実現しており、内径x行程：76.0x55.0（mm）・排気量249㏄・圧縮比10.7に設定。ただし本モデルに搭載されるバージョンは、CBR250R2014年モデルへのマイナーチェンジで実施されたインレットダクトとコネクティングチューブ形状ならびにバルブタイミング変更した改良タイプと同様で、最高出力21kW（29ps）/9,000rpm・最大トルク23.0Nm（2.3kgf・m）/7,500rpmのスペックを発揮する。動力伝達は常時噛合式6段マニュアルトランスミッションを経てチェーンドライブにより後輪を駆動する。
サスペンションは前輪が37mm径の正立テレスコピック、後輪プロリンク式モノショックによるスイングアームでキャスター角25°30´・トレール量98mmに設定。タイヤは前輪110/70・後輪140/70の17インチとし、ブレーキは前輪296mm・後輪220mmのローター径によるシングルディスクを装着するが、これらはすべてCBR250Rと共通である。
2014年の発売以降数度のモデルチェンジを実施したが、2016年7月1日に施行された欧州Euro4とWMTCを参考とした規制値および区分の平成28年自動車排出ガス規制に対応させず、平成18年規制に基く継続生産車である本モデルは2017年8月31日 をもって生産終了となった。
実質的後継モデルは2018年3月8日発表、同年5月22日発売の型式名2BK-MC52・車名CB250Rである。

### 遍歴
2014年7月1日発表 同年8月1日発売
以下の2モデルならびに消費税8%込希望小売価格を設定
- CB250F：430,000円
- CB250F<ABS>：477,000円
  - 日本国内年間販売目標：1,500台

カラーバリエーションは以下の2色を設定
- ミレニアムレッド
- ブラック

2015年11月13日発表
2016年1月15日発売でミレニアムレッドのカラーリング構成を一部変更
- フロントカウル下部：黒→赤
- リヤカウル：赤→黒

受注期間を発表日から同年12月25日まで限定した特別塗装モデルCB250F Special Editionを同年12月7日発売
- レモンアイスイエロー

希望小売価格は据置のまま日本国内年間販売目標を900台へ修整
2017年2月9日発表 同月10日発売
以下のマイナーチェンジを実施
- シリンダーヘッドカバーならびにクランクケースカバーをブロンズ色塗装を実施
- ラジエーターシュラウドならびにシートカウル側面にグラフィックストライプを追加
- ミレニアムレッドのリヤカウルを赤色へ変更

カラーバリエーション・希望小売価格は変更なしとした上で日本国内年間販売目標を700台へ修整
2017年8月31日
生産終了